# Chiesa di Santa Giustina (Ravenna)
La chiesa di Santa Giustina è un luogo di culto cattolico del centro storico di Ravenna, situato in piazza Duomo, alla destra della cattedrale; esso ricade all'interno del territorio della parrocchia di San Giovanni in Fonte (che insiste sul duomo) ed è sede dell'omonima rettoria.

## Storia

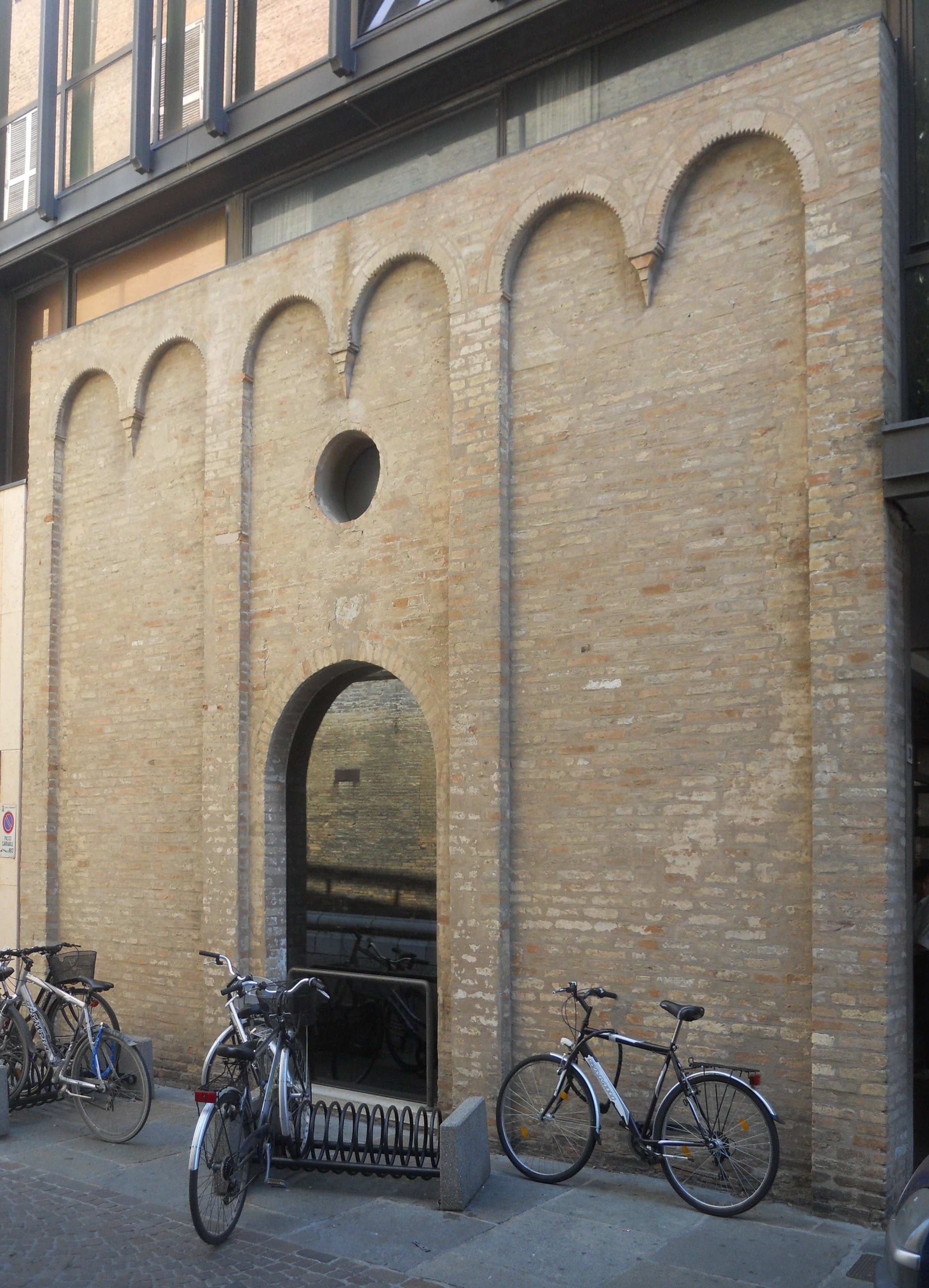
Resti della facciata dell'antica chiesa di Santa Giustina in Capite Porticus (XV secolo).

A Ravenna, nel XVIII secolo, esisteva già una chiesa dedicata a santa Giustina; questa era detta in Capite Porticus ed era situata all'incrocio delle attuali via Arnaldo Guerrini e via Romolo Gessi, ad est del complesso della cattedrale. L'edificio versava in stato di abbandono e venne acquistato e riadattato ad abitazione da Lodovico Pasolini.
Nella chiesa risiedeva la confraternita del Santissimo Sacramento (detta anche di Santa Giustina), per la quale venne costruito un nuovo oratorio; il progetto venne affidato all'architetto riminese Giovan Francesco Buonamici che, tra il 1734 e il 1745, aveva ricostruito la cattedrale in stile barocco. I lavori iniziarono nel 1747 e terminarono nel 1750 (l'esterno rimase tuttavia incompiuto), quando la chiesa venne consacrata.
La chiesa venne chiusa al culto una prima volta nel 1798 e una seconda nel 1809, per poi tornare alle sue funzioni originarie; nel 1850, venne demolita per problemi statici la lanterna posta sulla sommità della volta dell'aula, e nel 1856 venne completata la sobria decorazione architettonica dell'esterno. Dopo la seconda guerra mondiale, la chiesa ha svolto temporaneamente le funzioni di procattedrale.
Agli inizi degli anni 2000, la chiesa, che versava in uno stato di degrado, è stata chiusa per problemi statici relativi al campanile e alla copertura dell'aula; nel 2009 è iniziata un'importante campagna di restauro conservativo e consolidamento che si è conclusa l'anno successivo; il 6 ottobre l'edificio, rinnovato, è stato riaperto.

## Descrizione

### Esterno
Esternamente, la chiesa è racchiusa all'interno di un volume cilindrico in mattoni rossi con diametro di circa 13 metri, posto tra due corpi di fabbrica più bassi che, originariamente, costituivano le abitazioni del priore della confraternita (a sinistra) e del cappellano (a destra). Il prospetto, sobriamente decorato alla sommità con un cornicione, vede al centro il portale d'ingresso, il quale è sormontato dalla seguente iscrizione:
Nella parte superiore, si aprono tre finestre rettangolari. Alla sinistra della chiesa, in posizione arretrata, si eleva la piccola torre campanaria, a pianta quadrata.

### Interno
L'interno è costituito da due corpi distinti, messi in comunicazione da un grande arco a tutto sesto posto in asse con il portale: l'aula e l'abside.

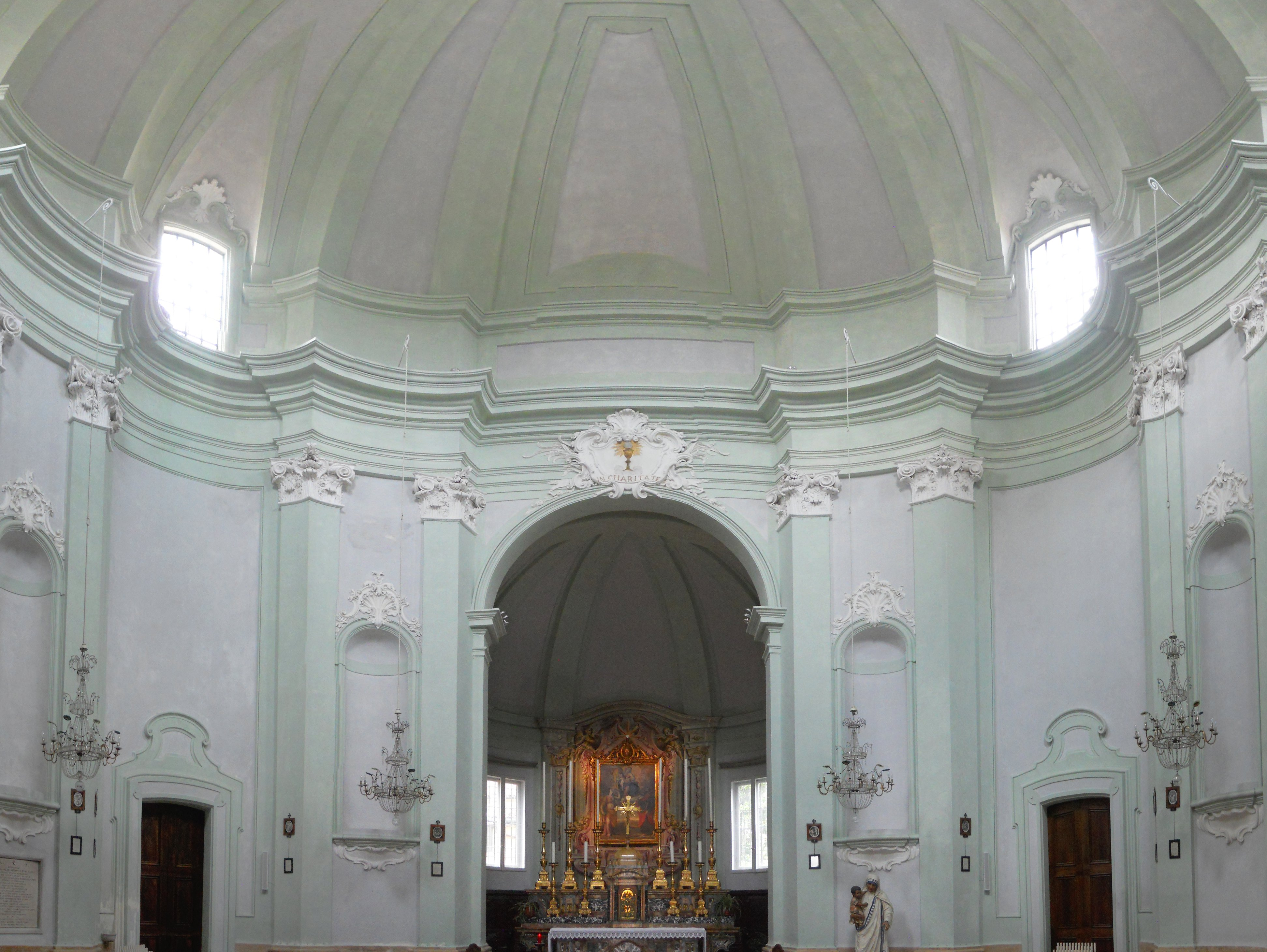
Interno.

La prima è caratterizzata da un'elaborata pianta poligonale, basata su una circonferenza lungo la quale si aprono simmetricamente sei esedre alternate a coppie di lesene lisce corinzie poste ai lati di una nicchia vuota. La volta, dalla quale pendono dei lampadari ottocenteschi, è una cupola costituita da dodici vele irregolari e terminante non con l'originaria lanterna (demolita per problemi statici nel 1850), ma con un soffitto piano.
Al di sopra della bussola lignea d'ingresso, vi è la cantoria, ove trova luogo un antico organo a canne del XVII secolo (ampliato nel XIX e inaugurato nel marzo 2013 dopo un restauro conservativo).

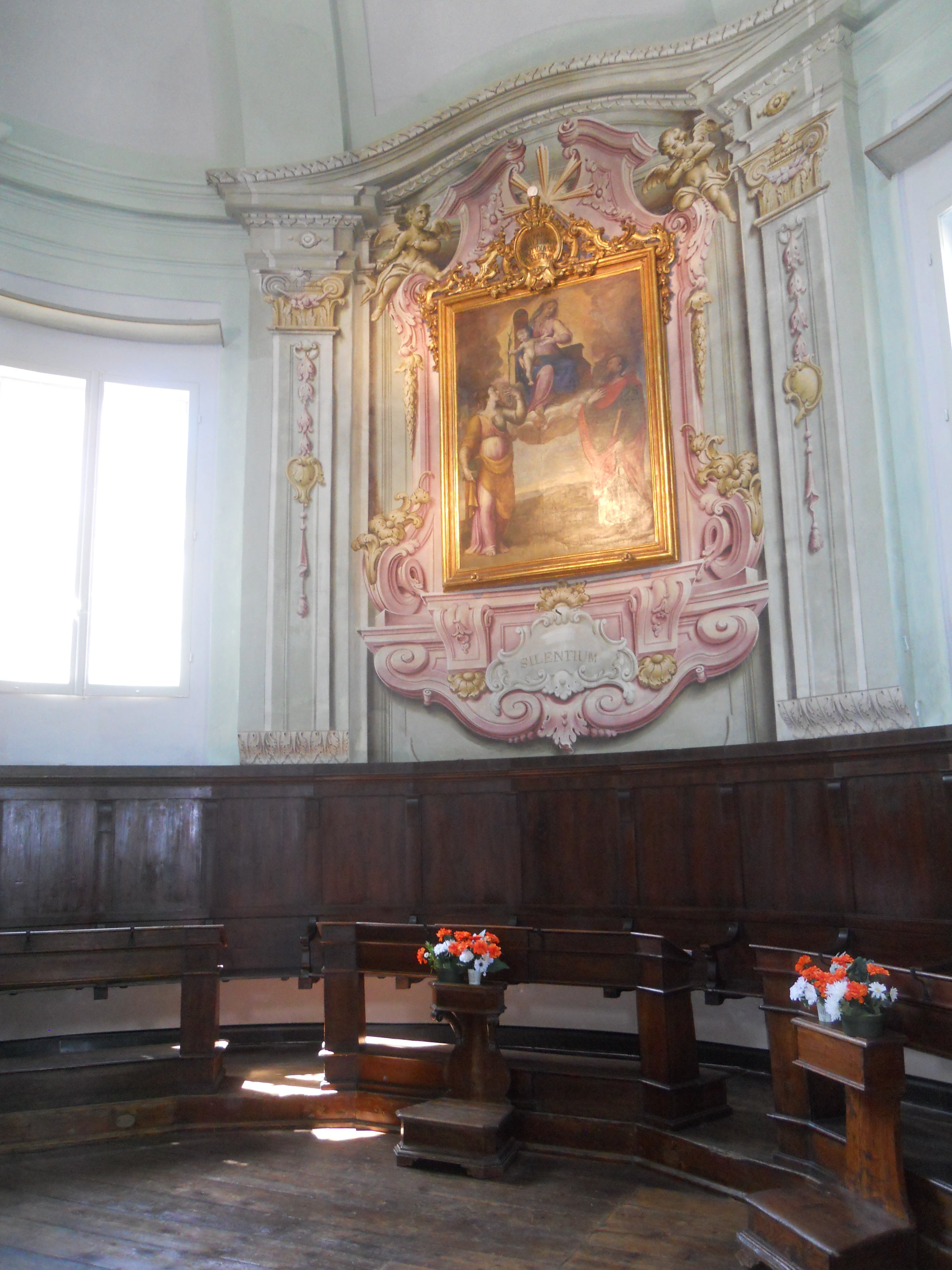
L'abside e il coro.

Al di sotto dell'arco absidale, il quale è sormontato da un medaglione in stucco con il simbolo della confraternita del Santissimo Sacramento (che è anche dipinto sulle panche), trova luogo l'altare, del 1746; il manufatto è in marmi policromi (tra i quali il diaspro), con un grande tabernacolo sopra la mensa.
L'abside, semicircolare, ospita i seggi lignei per i membri della confraternita. La parete curva, alle spalle dell'altare, è arricchita da una finta architettura affrescata nel 1751 dal pittore ravennate Domenico Barbiani; questa incornicia la pala Madonna col Bambino tra i santi Giustina e Paolo di Francesco Longhi (XVI secolo), che si trovava nell'antica chiesa di Santa Giustina in Capite Porticus.
Nel corso dei restauri del 2009-2010, è stata rinvenuta, al di sotto della chiesa, una cripta, contenente diverse sepolture con resti umani; probabilmente, ivi sarebbero state sepolte persone legate alla confraternita del Santissimo Sacramento e prive dei necessari mezzi economici per assicurarsi una sepoltura personale.